# L²
L² (spreek uit: L-kwadraat) was een erkende, in 2001 opgerichte politieke jongerenorganisatie, die voorheen gelinkt was aan SLP. Zij is de rechtsopvolger van de Volksuniejongeren (VUJO). Van 2001 tot eind 2006 ging de organisatie door het leven als Prego - jongeren met spirit en van eind 2006 tot midden 2008 als Jong Spirit.
Nadat de SLP in december 2009 besliste te integreren in GROEN, ging L² partij-onafhankelijk verder als politieke jongerenorganisatie tot eind 2011.
Het lidmaatschap staat open voor jongeren: mensen tot 31 jaar.
L² streeft een aantal doelstellingen na:
- Jongeren verenigen die actief aan politiek willen doen en die dezelfde basisbeginselen onderschrijven. Dit zowel via een lokale als via een nationale werking.
- Jongeren in contact brengen met politiek, hun interesse voor politiek opwekken.
- Als lage opstapdrempel functioneren naar een actief partijlidmaatschap.
- Jongeren maatschappelijk en politiek vormen.
- Jongeren een spreekbuis geven binnen de partij, binnen de publieke opinie en binnen de diverse politieke raden en assemblees.

De basisfilosofie van de vereniging gaat uit van een links-liberale visie, met bijzondere aandacht voor integraal federalisme, radicale democratie, pluralisme, duurzaamheid en pacifisme.
Voorzitters waren Raf Pauly, Eline Joukes, Thomas Vanbiervliet, Neal Raes, Thomas Leys, Miranka Relecom, Stijn Coppejans, Sabeth De Waele en Klaas Van Audenhove. Aan de leiding van L² staat een bestuur.
L² is, in internationale context, lid van IFLRY en LYMEC.
In november 2008 startte L² de actie SOS 2011 op om beleidsmakers op sociaal-economisch beleid te mobiliseren maatregelen te nemen om de gevolgen van vergrijzing en massale pensionering die vanaf 2011 in België te verwachten is, te kunnen pareren.